# Cupido aeyanus
Cupido aeyanus är en fjärilsart som beskrevs av Grose-smith 1895. Cupido aeyanus ingår i släktet Cupido och familjen juvelvingar. Inga underarter finns listade i Catalogue of Life.